# Miguel Enríquez
Miguel Humberto Enríquez Espinosa (Talcahuano, 27 de març de 1944-Santiago de Xile, 5 d'octubre de 1974) va ser un metge, polític i revolucionari xilè, militant del Moviment d'Esquerra Revolucionària (MIR), organització que va fundar el 196 i va liderar des de 1967 fins al seu assassinat el 1974, en el marc d'un operatiu muntat per agents de la DINA.

## Trajectòria

### Infància i joventut
Fill d'Edgardo Enríquez, metge, professor d'anatomia i rector de la Universitat de Concepción entre 1969 i 1972, i ministre d'Educació del president Salvador Allende el 1973. Edgardo Enríquez Frödden va ser durant 25 anys oficial de l'Armada de Xile, amb el grau de capità de navili i director de l'Hospital Naval de Talcahuano. La seva mare va ser Raquel Espinosa Townsend, llicenciada en Dret a la Universitat de Concepción, i dos dels seus oncles van ser senadors de la República de Xile (Humberto Enríquez Frödden i Inés Enríquez Frödden— la primera dona elegida diputada i la primera intendenta del país) triats pel Partit Radical de Xile.
Va realitzar els seus estudis secundaris al Liceu Enrique Molina Garmendia. En aquest últim establiment, tant en el seu curs com en uns altres, va anar coneixent successivament a diversos futurs integrants del MIR: a Marcello Ferrada de Noli el 1956, a Bautista van Schouwen el 1959, i a Luciano Cruz el 1961. Sergio Pérez Molina, qui estudiava en el Liceu de Coronel, va ser un altre primerenc col·laborador polític d'Enríquez al qual va conèixer el 1964 a la Universitat de Concepción.
El triomf de la Revolució Cubana produiria un gran impacte en ell, els seus companys i els seus germans, un dels quals -Marco Antonio- integraria el Grup Marxista Revolucionari (GMR), un grup d'estudis del marxisme i de tall trotskista. Membres del GMR finalment donarien suport a mobilitzacions, com les de l'atur nacional convocat per la Central Única de Treballadors de Xile (CUT) per al 7 de novembre de 1960.
El 1961 es va formar a la Universitat de Concepción un grup de cinc estudiants liderats per Miguel Enríquez, i que es va denominar Moviment Socialista d'Esquerra (MSI). Ells eren Miguel i Marco Antonio Enríquez, Marcello Ferrada de Noli, Jorge Gutiérrez i Bautista van Shouwen.
El 1962, Enríquez va començar a militar a la Federació Juvenil Socialista (FJS) a la qual va ingressar juntament amb Bautista van Schouwen. Es van integrar al nucli «Espartac», en el qual ja militaven des de l'any anterior el seu germà Marco Antonio i el seu amic Marcello Ferrada de Noli, cap d'aquest nucli. Aquesta cèl·lula formava part del nucli regional de la FSJ de Concepción. Aquell mateix anys, tots ells, més Jorge Gutiérrez Correa, Claudio Sepúlveda i Pedro Valdés van formar paral·lelament, i sota el lideratge d'Enríquez, la fracció clandestina Moviment Socialista Revolucionari (MSR).
Cap a 1963, el seu germà Edgardo va començar a militar a la FJS a Santiago de Xile, establint més tard, al costat d'Andrés Pascal, un nucli similar a l'MSR de Concepción. Al febrer de 1964 es va materialitzar la marginalització del Partit Socialista per part del grup liderat per Miguel. Una part d'aquest grup es va integrar per un curt lapse a l'Avantguarda Marxista Revolucionària (VMR) i, al trencament d'aquesta, alguns van acudir a participar en la fundació del MIR a l'agost de 1965.
El 1967 es va traslladar a Santiago de Xile per finalitzar els seus estudis de medicina a la Universitat de Xile. El 29 de gener de 1968, en una cerimònia privada i familiar realitzada a Concepción, va contreure matrimoni amb Alejandra Pizarro Romero (24 anys). A l'octubre de 1969 va néixer Javiera Alejandra Enríquez Pizarro. L'any següent, però, es va divorciar d'Alejandra Pizarro. Posteriorment, va iniciar una relació amb una altra militant del MIR, Carmen Castillo Echeverría, filla del cèlebre arquitecte Fernando Castillo Velasco. Amb ella va tenir un fill, Miguel Ángel Enríquez, nascut a Oxford, Anglaterra, amb el nom de Miguel Ángel Castillo.

### Etapa universitària
El març de 1961 va començar els estudis de Medicina a la Universitat de Concepción. Paral·lelament als seus estudis universitaris, va participar en protestes i en diverses activitats d'ajuda social. Durant el primer període de la seva vida universitària va formar amb els seus amics un petit grup de referència anomenat Moviment Socialista d'Esquerra (MSI), en qual es va constituir més tard en una fracció (MSR) dins de la Brigada Universitària Socialista i en el nucli «Espartac» de la Joventut Socialista a Concepción. A les revistes Revolución i Polémica Universitaria, en les quals va dirigir o va participar en el seu comitè editor, va escriure i advocar per un socialisme més radical. A Polémica Universitaria va publicar la seva anàlisi de 1966 «Revolución Universitaria».

### Ruptura amb el Partit Socialista
Ja al març de 1963 havia començat a liderar ideològicament el treball fraccional a l'interior de la Joventut Socialista a Concepción. Enríquez tenia planificat fer pública la seva renúncia al partit, juntament amb altres militants del nucli Espartac, durant el XX Congrés del Partit Socialista, per a això van elaborar un document a presentar en aquest congrés al febrer de 1964. No obstant això, el llavors secretari general, Raúl Ampuero, es va assabentar de la maniobra, i va expulsar a Enríquez i als seus companys signants del document a finals de gener.
En la seva renúncia pública, Enríquez i els seus companys anaven a distribuir un document titulat «Insurrecció Socialista», entre que els seus vint i tres signants es trobaven els membres del nucli Espartac amb l'excepció de Martín Hernández, qui va romandre lleial a les tesis oficialistes de Ampuero, i del cap del nucli, Marcello Ferrada de Noli, qui es trobava en instrucció militar a Cuba. De Santiago de Xile signaven, entre d'altres, Dantón Chelén i Edgardo Enríquez.

### Participació a la VRM
Després d'aquests successos entorn del XX Congrés del Parti Socialista, Enríquez va continuar la consolidació del Moviment Socialista Revolucionari, a partir dels joves expulsats del PS i uns altres. Al maig de 1964 va participar en el Primer Congrés de l'Avantguarda Revolucionària Marxista (VRM). Davant la immediata divisió de l'agrupació entre la VRM liderada per Benjamín Cares («pro-Xina») i la VRM «Rebel», Enríquez va optar per aquesta última, la qual posteriorment formaria el MIR. En el Congrés Llatinoamericà d'Estudiants de Medicina, que es va celebrar a Concepción a finals de 1964, Enríquez travaria contactes amb membres del MIR de Veneçuela i del Perú.

### Paper en la fundació del MIR

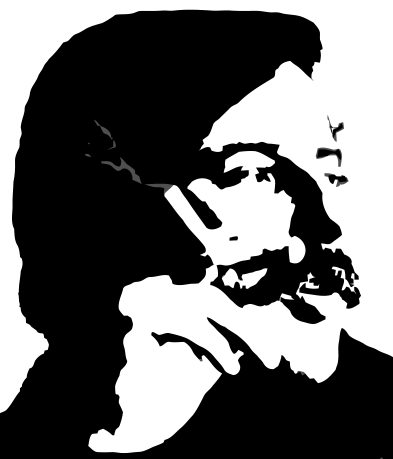
Miguel Enríquez.

Com a integrant de la VRM «Rebel», Enríquez seria un actiu convocador al «Congrés d'Unitat Revolucionària» que es realitzaria entre el 14 i el 15 d'agost de 1965 a Santiago de Xile. En aquell congrés constituent es va fundar el Moviment d'Esquerra Revolucionària, el qual rebutja la teoria de la «via pacífica» perquè desarma políticament el proletariat i per resultar inaplicable ja que la pròpia burgesia és la que resistirà, fins i tot amb la dictadura totalitària i la guerra civil, abans de lliurar pacíficament el poder.
La seva participació en el congrés constituent va consistir a exposar una tesi polític-militar de la qual eren autors, al costat de Miguel Enríquez («Viriato»), el seu germà Marco Antonio («Bravo») i Marcello Ferrada de Noli («Atacama»). La tesi, titulada La conquesta del poder per la via insurreccional va ser aprovada en el congrés de fundació. Miguel Enríquez va ser elegit membre de la primera direcció nacional del MIR com a integrant del comitè central.
Al novembre de 1965 va ser proclamat pel MIR com a candidat del Moviment Universitari d'Esquerra (que integrava al MIR, al Partit Socialista, al Partit Comunista i a sectors independents d'esquerra) a la presidència de la Federació d'Estudiants de Concepción (FEC). El PC i el PS finalment van constituir les seves pròpies candidatures i el Partit Demòcrata Cristià va guanyar les eleccions amb 1.184 vots enfront dels 810 del MUI.
A finals d'aquell mateix any, va participar en el Segon Congrés General del MIR, a Conchalí. En aquest seria reelegit com a membre del comitè central. A inicis de 1966, va viatjar a la República Popular de la Xina integrant una delegació de la Federació d'Estudiants de Concepción. Allí i durant el seu viatge de retorn al Perú va fer contactes amb organitzacions laborals i polítiques.

### Cop d'estat i assassinat
Després del Cop militar de setembre de 1973, Miguel Enríquez i altres membres del MIR va rebutjar la idea de l'asil polític en ambaixades estrangeres i van condemnar l'exili del país. Després, van començar a organitzar activitats clandestines contra la dictadura d'Augusto Pinochet. Després del cop, Enríquez va passar a ser una de les personalitats més buscades per les autoritats. La seva persecució va acabar amb el seu assassinat el 5 d'octubre de 1974, en el que es va informar com un enfrontament amb agents de la Direcció d'Intel·ligència Nacional (DINA) a la comuna de San Miguel, situada al terme de Santiago de Xile, en una casa de seguretat des d'on liderava al MIR. No obstant això, la família i simpatitzants van dubtar de la versió donada per la DINA, i van denunciar que en realitat no va haver-hi un enfrontament, sinó un homicidi. I així ho va determinar la justícia gairebé 45 anys després: «Les diligències i la informació acumulada durant el desenvolupament d'aquesta recerca han permès sostenir que l'al·ludit enfrontament no va existir», va dir el jutge Carroza.
El 2019 van ser condemnats els agents de la DINA Miguel Krassnoff, Teresa Osorio i Rodolfo Concha (aquests dos últims com a còmplices) per l'homicidi d'Enríquez, incriminació confirmada el 2022 per la Cort Suprema de Xile, la qual va requalificar al delicte com a assassinat i va elevar les penes dels condemnats. Va ser enterrat en el cementiri general de Santiago de Xile. Després de la seva mort, l'Institut Superior de Ciències Mèdiques (ISCM-H), de l'Havana, Cuba, va batejar el seu nou hospital clínic com a Dr. Miguel Enríquez Espinosa, en el seu honor.
Malgrat que alguns pensin que va ser compost per a Salvador Allende, en realitat el tema «Yo pisaré las calles nuevamente» del cantautor cubà Pablo Milanés ret homenatge al fundador del Moviment d'Esquerra Revolucionària de Xile. El mateix músic va dir que va escriure el tema el 5 d'octubre de 1974, «vint minuts després» d'assabentar-se de la mort del líder esquerrà a mà de les forces de seguretat de la dictadura d'Augusto Pinochet, en un barri obrer de la capital xilena. La mort d'Enríquez ha estat reivindicada per diverses organitzacions com ara el Moviment d'Esquerra Revolucionària xilè, el Front Patriòtic Manuel Rodríguez o l'Exèrcit Revolucionari del Poble argentí com a exemple de lluita i lliurament a causes socials i polítiques.

## Descendència
- Amb la seva esposa Alejandra Pizarro va tenir a Javiera Alejandra Enríquez Pizarro (1969).
- Amb Manuela Gumucio va tenir a Marco Enríquez-Ominami  (nascut sota el nom de Marco Antonio Enríquez Gumucio; 12 de juny de 1973).
- Amb Carmen Castillo Echeverría va tenir a Miguel Ángel Enríquez (nascut sota el nom de Miguel Ángel Castillo; 1974).